# Robert Cruickshank
Robert Gordon Cruickshank (Londres, 19 de fevereiro de 1963) é um velejador britânico, medalhista olímpico. Ele competiu nos Jogos Olímpicos de Verão de 1992 na classe Soling e conquistou a medalha de bronze, ao lado de Lawrie Smith e Ossie Stewart. Os três chegaram às semifinais com duas vitórias e três derrotas. Depois de uma derrota por 0-2 para o barco norte-americano comandado por Kevin Mahaney, seguiu-se uma vitória por 2-1 sobre o barco alemão comandado por Jochen Schümann no duelo pelo bronze.